# Naharajim

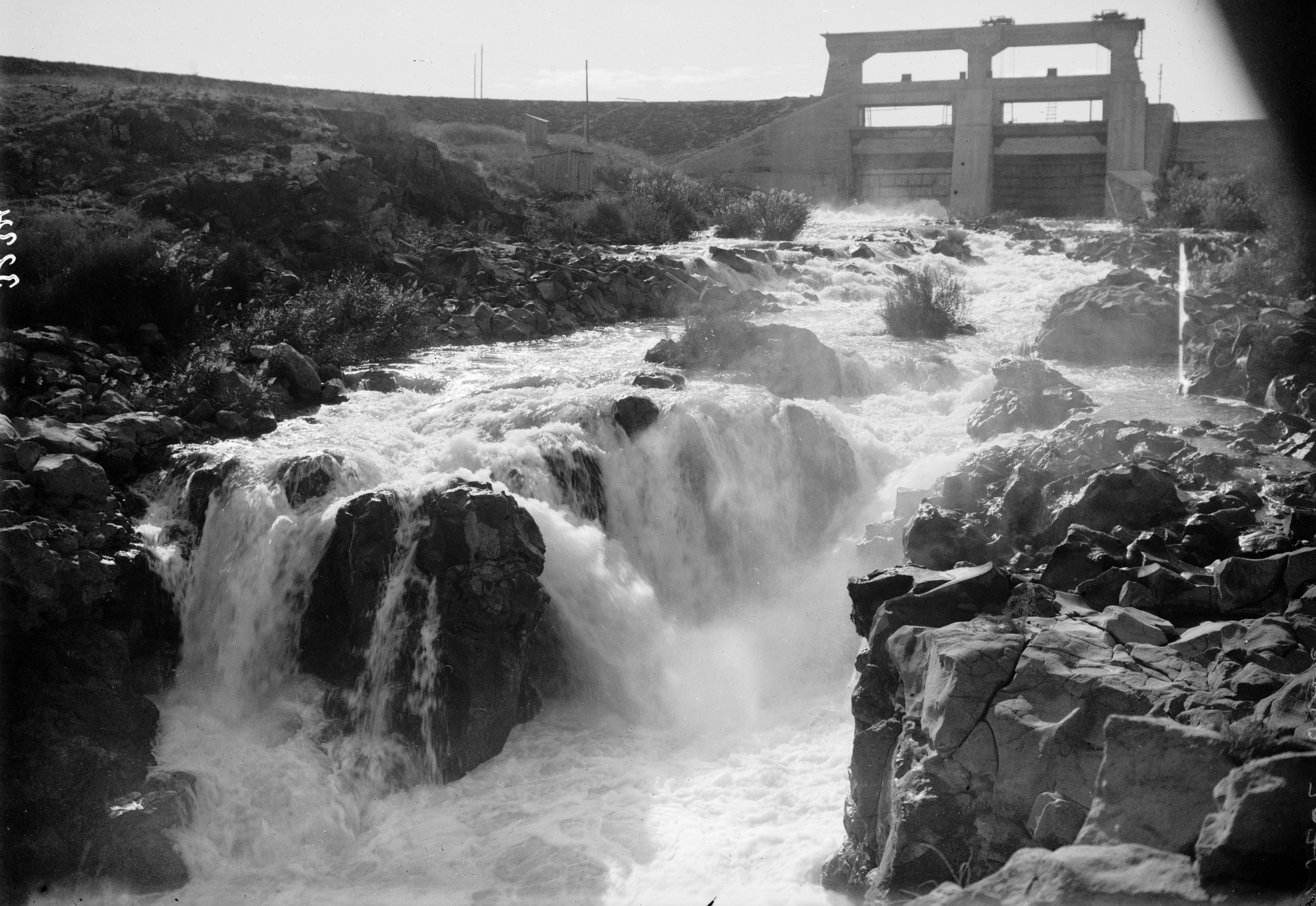
Elektrárna Naharajim

Naharajim (hebrejsky נַהֲרַיִים‎, doslova „Dvě řeky“) nebo Bákúra (arabsky الباقورة‎) je místo na hranici mezi Izraelem a Jordánskem, kde se řeka Jarmúk vlévá do řeky Jordán, a kde byla v roce 1930 postavena vodní elektrárna. Tato elektrárna, postavená Pinchasem Rutenbergem, produkovala většinu elektřiny spotřebované Britským mandátem Palestina, a to až do první arabsko-izraelské války v roce 1948, kdy byla elektrárna opuštěna a zničena.
Izraelsko-jordánská mírová smlouva z roku 1994 tuto oblast přidělila Jordánsku, ale na 25 let poskytla izraelským farmářům právo vstupu, které vypršelo v roce 2019, načež v listopadu 2019 Jordánsko al-Bákúru převzalo.

## Historie

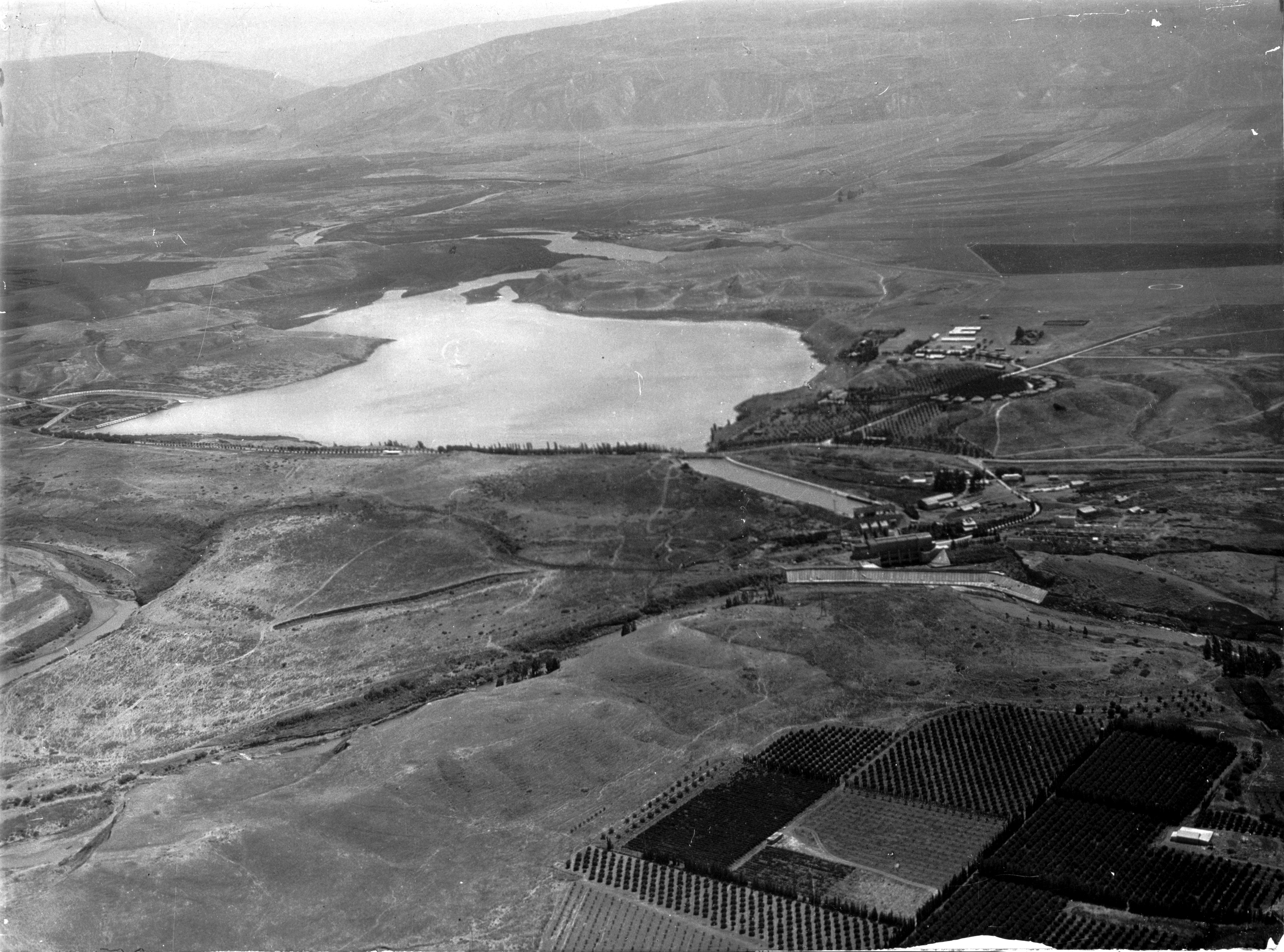
Letecký pohled na elektrárnu Naharajim a umělé jezero

Na Ukrajině narozený sionista a inženýr Rutenberg imigroval do mandátní Palestiny v roce 1919. Poté, co předložil sionistickému hnutí plán na výstavbu 13 vodních elektráren a zajištění financování svého plánu, mu britská mandátní vláda udělila koncesi na výrobu elektrické energie. Nejprve na řece Jarkon poblíž Tel Avivu a následně pro využití veškerých vodních toků v západní Palestině.
Lokalita Naharajim byla zvolena z několika důvodu. Jednak pro silný vodní průtok, schopnost regulovat průtok prostřednictvím výpusti Galilejského jezera a schopnost zajistit lokalitu před útoky nepřátelských Beduínů. Stavební práce začaly v roce 1927, trvaly celkem pět let a poskytly práci 3000 dělníkům.

## Arabsko-izraelský konflikt
Ve dnech předcházejících vyhlášení izraelské nezávislosti se stal Naharajim místem dvou setkání mezi Goldou Meyersonovou (později Meirovou) a jordánským králem Abdalláhem I., která měla za cíl přesvědčit Jordánsko, aby se nezapojovalo do blížící se války. Rodiny zaměstnanců elektrárny byly evakuovány v dubnu 1948 a zůstali pouze dělníci s jordánskými průkazy. Během války pak byla elektrárna zničena.

## Park míru
Pozůstatky elektrárny jsou v současnosti součástí mírového parku řeky Jordán a Ostrova míru na izraelsko-jordánské hranici. Projekt mírového parku zaštiťují ekologické organizace Přátelé Země Blízkého východu s centrálami v Tel Avivu, Betlému a Ammánu.